# محمدیعقوب خان
محمد یعقوب خان (۱۲۲۸ تا ۲۳ عقرب ۱۳۰۲خ) (۱۸۴۹ تا ۱۵ نوامبر ۱۹۲۳) پادشاه افغانستان (۲ حوت/اسفند ۱۲۵۷ تا ۲۰ میزان/مهر ۱۲۵۸) و فرزند شاه شیرعلی خان بود. او ابتدا والی هرات شد و در ۱۸۷۰م/ تصمیم به شورش علیه پدرش گرفت اما در سال ۱۸۷۴ به زندان افتاد.
در جنگ دوم افغانستان-انگلیس که در سال ۱۸۷۸ به وقوع پیوست، شیرعلی خان پس از شکست از پایتخت افغانستان فرار کرد و در فوریه ۱۸۷۹ در شمال افغانستان درگذشت. محمد یعقوب خان به عنوان جانشین شیرعلی خان در ماه مه ۱۸۷۹ معاهده گندمک را امضا کرد و کنترل امور خارجی افغانستان را به امپراتوری بریتانیا واگذار کرد. پس از انعقاد این قرارداد قیامی علیه این توافق‌نامه در افغانستان به وقوع پیوست و نماینده بریتانیا در کابل کشته شد. نیروهای تحت امر بریتانیا ابتدا قندهار را تصرف کرده و سپس به کابل آمدند.. محمد یعقوب خان در ۱۲ اکتبر ۱۸۷۹ استعفا داد و در نوامبر همان سال به هندوستان رفت.

## معاهده گندمک

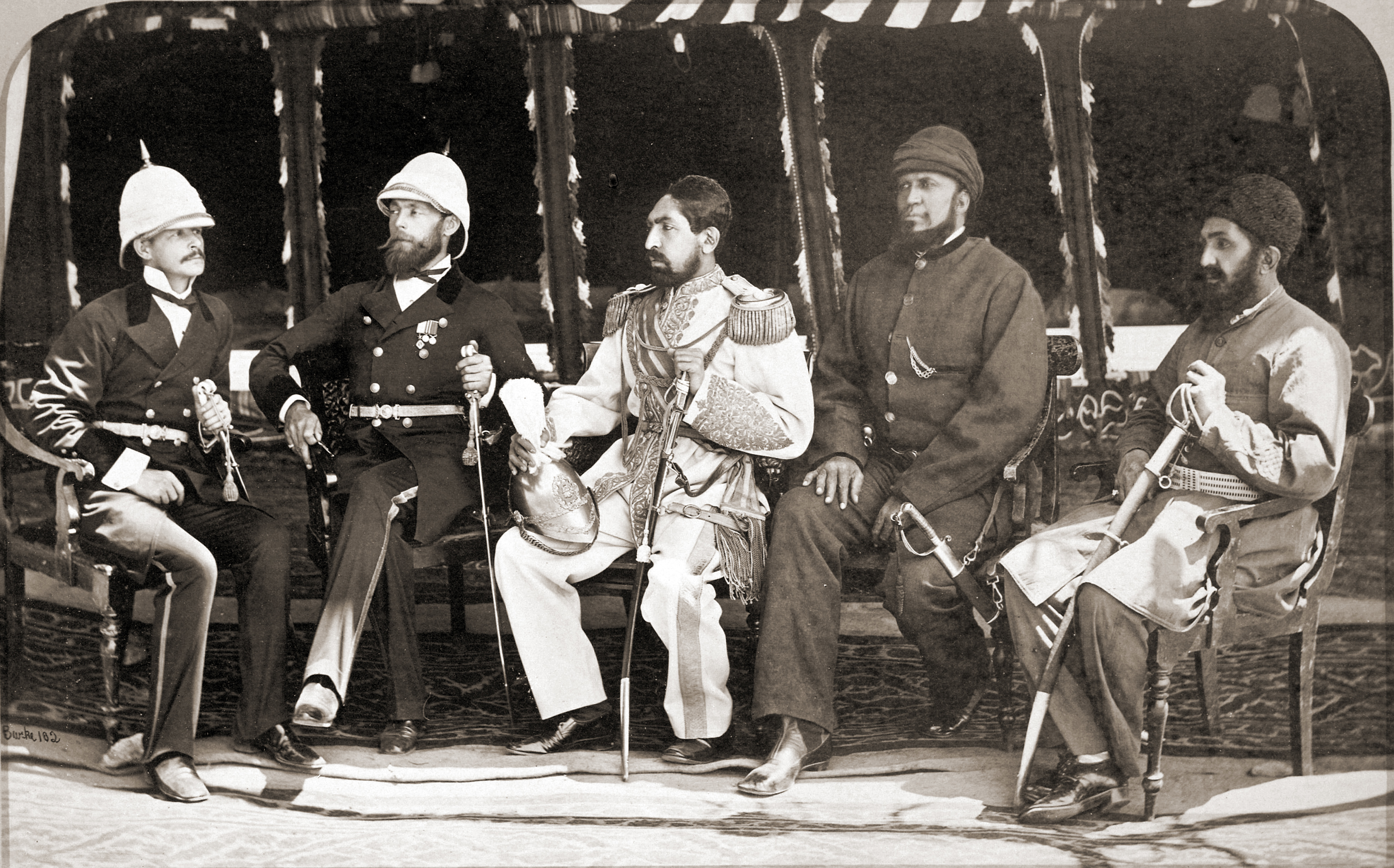
گندمک، افغانستان در مه ۱۸۷۹.
نشسته از چپ به راست: جنرال جنکینز افسر بریتانیایی، کیوناری، یعقوب خان (وسط)، جنرال داوود شاه و مستوفی حبیب‌الله خان (صدراعظم).

در جریان جنگ دوم افغانستان و انگلیس، نیروهای بریتانیایی، سربازان شیرعلی خان را در زمستان در جلال‌آباد شکست دادند. منتظر ماندند تا پادشاه جدید یعقوب خان قوانین و شرایط مورد نظر آنان را بپذیرد. یکی از چهره‌های اصلی مذاکرات، پیر لوئیس ناپلئون کیوناری که یک اشراف‌زاده ایرلندی-ایتالیایی بود، وی در ابتدا در اولین هنگ تفنگداران بنگال فعالیت کرد و سپس به سرویس سیاسی منتقل و به عنوان معاون کمیسر پیشاور تعیین شد. وی در سال ۱۸۷۸ به عنوان نماینده لرد لیتون برای مأموریتی به کابل فرستاده شد که افغانستانی‌ها حاضر به ادامه دادن نبودند. این امتناع منجر به جنگ دوم افغانستان و انگلیس شد. در مه ۱۸۷۹، محمد یعقوب خان به روستای گندمک که یک روستا خارج از شهر جلال‌آباد بود رفت. در نتیجه این مذاکرات معاهده گندمک امضا شد. طبق این توافق محمد یعقوب خان، مناطق علاقه کرم تا ابتدای جاجی، درهٔ هیبتناک خیبر تا کناره شرقی هفت چاه، لندی کوتل و سیبی و پشین را تا کوه کوژک و استقلال افغانستان را یکجا به هند بریتانیا تسلیم کرد. کیوناری در ژوئیه ۱۸۷۹ به عنوان نماینده سلطنتی در کابل تعیین شد. اقدامات متکبرانه و بی پروا وی منجر شد وضعیت کابل وخیم شود که در نتیجه آن برخی نیروهای افغانستانی در سپتامبر ۱۸۷۹ وی و هیئتش را در کابل کشتند. این اقدام منجر به حضور سربازان بریتانیایی به افغانستان و برای مجازات افغانستانی‌ها شد. با حضور نیروهای بریتانیایی یعقوب خان استعفا داد و به اردگاه بریتانیا پناه برد و در ماه دسامبر به هندوستان فرستاده شد.

## گفتارها
| « | من ترجیح می‌دهم تا خادم شما باشم و چمن‌های شما را کوتاه کنم و از باغ‌هایتان نگهداری کنم تا آنکه حکمران افغانستان باشم. – یعقوب خان در خطاب به نائب السلطنه بریتانیایی در قرن نوزدهم. | » |